# Зигмунт Кукля
Зигмунт Кукля (пол. Zygmunt Kukla, нар. 21 січня 1948, Ниса — пом.18 травня 2016, Мелець) — польський футболіст, що грав на позиції воротаря.
Виступав, зокрема, за клуб «Сталь», а також національну збірну Польщі.

## Клубна кар'єра
Вихованець школи футбольного клубу «Сталь» (Мелець). У дорослому футболі дебютував 1972 року виступами за команду клубу «Сталь», в якій провів дев'ять сезонів. Увесь цей час був основним воротарем команди. За час виступів у клубі з Мельца двічі (у сезонах 1972–1973 та 1975–1976) ставав чемпіоном Польщі з футболу, грав у чвертьфіналах Кубка УЄФА та кубка європейських чемпіонів.
У 1981 році перейшов до грецького футбольного клубу «Аполлон Смірніс», за команду якого виступав протягом 1981—1983 років.

## Виступи за збірну
1976 року дебютував в офіційних матчах у складі національної збірної Польщі. Протягом кар'єри у національній команді, яка тривала 4 роки, провів у формі головної команди країни 20 матчів.
У складі збірної був учасником чемпіонату світу 1978 року в Аргентині.

## Життя після закінчення кар'єри гравця
Після повернення до Польщі після виступів за кордоном (виповнилось тоді Зигмунтові лише 35 років) Кукля не став продовжувати футбольну кар'єру та відкинув пропозицію рідного клубу стати тренером у клубі, натомість став робітником на авіаційному заводі у Мельці. У 1986 році отримав важку виробничу травму — автонавантажувач розтрощив йому ногу, у результаті чого загрожувала колишньому футболістові ампутація ноги. Два роки Зигмунт Кукля провів у лікарнях, але, на щастя, ампутації вдалось уникнути. Після нещасного випадку отимав пенсію по інвалідності. Коли Зигмунту Куклі виповнилось 50 років, у нього було виявлено рак горла. Але після операції та курсів променевої терапії хвороба відступила та не давала про себе знати від цього часу..
22 березня 2016 року Зигмунд Кукля у непритомному стані був доставлений до лікарні в Мельці. Лікарі діагностували у колишнього футболіста інсульт, і стан його був оцінений як критичний. Не зважаючи на зусилля лікарів та тимчасове покращення стану, колишній воротар збірної Польщі помер 18 травня 2016 року в міській лікарні Мельця.

## Титули і досягнення
- Чемпіон Польщі (2):

«Сталь»: 1972-73, 1975-76